# WTA Stanford

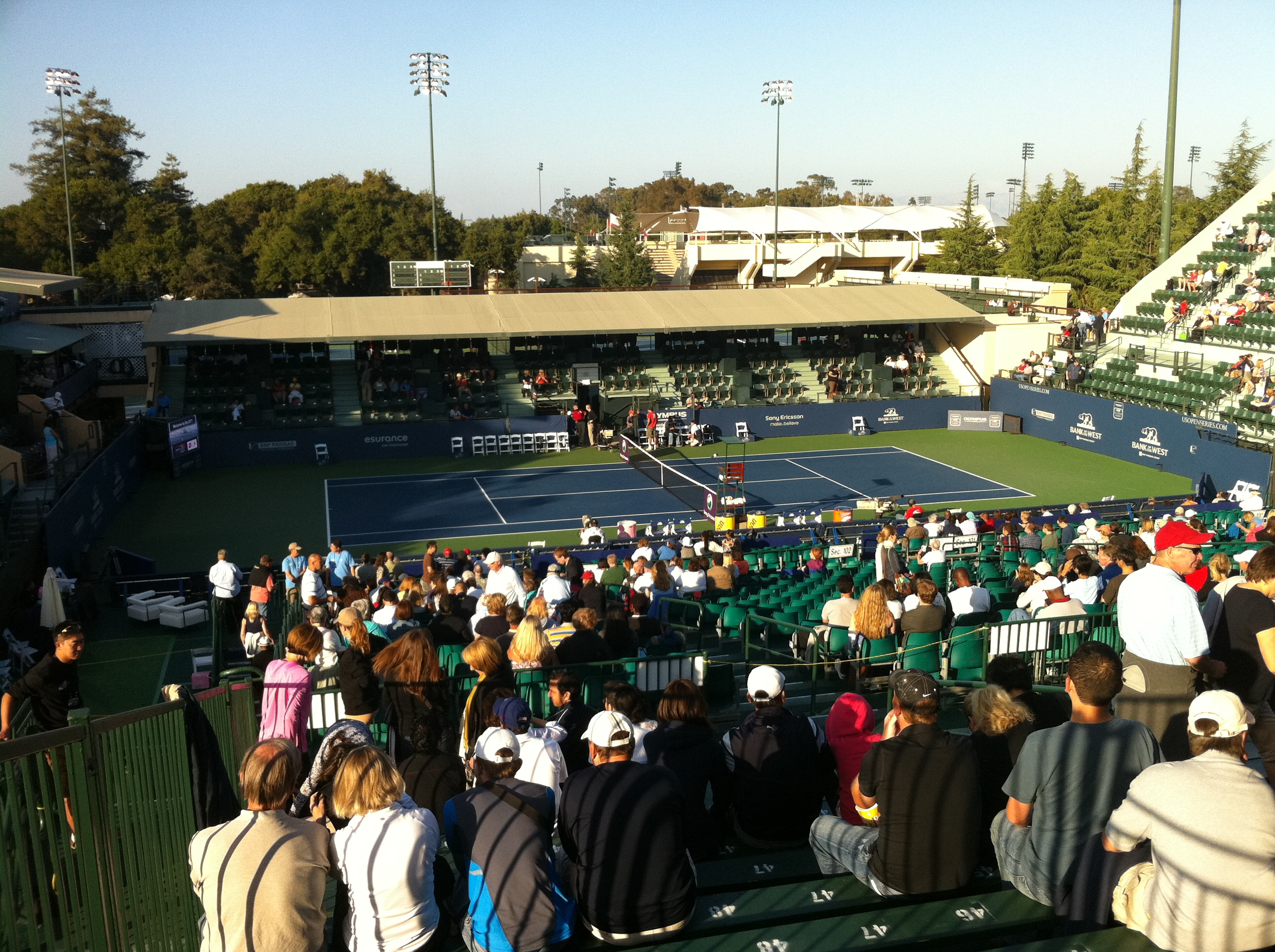
Hauptplatz 2011

Das WTA Stanford (offiziell: Bank of the West Classic) war ein Tennisturnier der WTA Tour, das auf dem Campus der Stanford University in Kalifornien ausgetragen wurde.
Von 1979 bis 1996 fand das Turnier in Oakland statt, wo Martina Navrátilová mit fünf Titeln (1979, 1980, 1988, 1991 und 1993) Rekordsiegerin ist. In Stanford gewann Kim Clijsters mit vier Einzeltiteln (2001, 2003, 2005 und 2006) am häufigsten. 2018 wechselte die Turnierlizenz nach San José.
Das Turnier war Teil der US Open Series, die als Vorbereitungstour auf die US Open gilt.

## Siegerliste

### Einzel
| Jahr                   | Siegerin           | Finalgegnerin       | Ergebnis        |
| ---------------------- | ------------------ | ------------------- | --------------- |
| 1997                   | Martina Hingis     | Conchita Martínez   | 6:0, 6:2        |
| 1998                   | Lindsay Davenport  | Venus Williams      | 6:4, 5:7, 6:4   |
| 1999                   | Lindsay Davenport  | Venus Williams      | 7:61, 6:2       |
| 2000                   | Venus Williams     | Lindsay Davenport   | 6:1, 6:4        |
| 2001                   | Kim Clijsters      | Lindsay Davenport   | 6:4, 6:75, 6:1  |
| 2002                   | Venus Williams     | Kim Clijsters       | 6:3, 6:3        |
| 2003                   | Kim Clijsters      | Jennifer Capriati   | 4:6, 6:4, 6:2   |
| 2004                   | Lindsay Davenport  | Venus Williams      | 7:64, 5:7, 7:64 |
| 2005                   | Kim Clijsters      | Venus Williams      | 7:5, 6:2        |
| 2006                   | Kim Clijsters      | Patty Schnyder      | 6:4, 6:2        |
| 2007                   | Anna Tschakwetadse | Sania Mirza         | 6:3, 6:2        |
| 2008                   | Aleksandra Wozniak | Marion Bartoli      | 7:5, 6:3        |
| ↓ Kategorie: Premier ↓ |                    |                     |                 |
| 2009                   | Marion Bartoli     | Venus Williams      | 6:2, 5:7, 6:4   |
| 2010                   | Wiktoryja Asaranka | Marija Scharapowa   | 6:4, 6:1        |
| 2011                   | Serena Williams    | Marion Bartoli      | 7:5, 6:1        |
| 2012                   | Serena Williams    | Coco Vandeweghe     | 7:5, 6:3        |
| 2013                   | Dominika Cibulková | Agnieszka Radwańska | 3:6, 6:4, 6:4   |
| 2014                   | Serena Williams    | Angelique Kerber    | 7:61, 6:3       |
| 2015                   | Angelique Kerber   | Karolína Plíšková   | 6:3, 5:7, 6:4   |
| 2016                   | Johanna Konta      | Venus Williams      | 7:5, 5:7, 6:2   |
| 2017                   | Madison Keys       | Coco Vandeweghe     | 7.64, 6:4       |

### Doppel
| Jahr | Siegerinnen                           | Finalgegnerinnen                               | Ergebnis          |
| ---- | ------------------------------------- | ---------------------------------------------- | ----------------- |
| 1997 | Lindsay Davenport Martina Hingis      | Conchita Martínez Patricia Tarabini            | 6:1, 6:3          |
| 1998 | Lindsay Davenport Natallja Swerawa    | Larisa Neiland Olena Tatarkowa                 | 6:4, 6:4          |
| 1999 | Lindsay Davenport Corina Morariu      | Anna Kournikowa Jelena Lichowzewa              | 6:4, 6:4          |
| 2000 | Chanda Rubin Sandrine Testud          | Cara Black Amy Frazier                         | 6:4, 6:4          |
| 2001 | Janet Lee Wynne Prakusya              | Nicole Arendt Caroline Vis                     | 3:6, 6:3, 6:3     |
| 2002 | Lisa Raymond Rennae Stubbs            | Janette Husárová Conchita Martínez             | 6:1, 6:1          |
| 2003 | Cara Black Lisa Raymond               | Cho Yoon-jeong Francesca Schiavone             | 7:65, 6:1         |
| 2004 | Eleni Daniilidou Nicole Pratt         | Iveta Benešová Claudine Schaul                 | 6:2, 6:4          |
| 2005 | Cara Black Rennae Stubbs              | Jelena Lichowzewa Wera Swonarjowa              | 6:3, 7:5          |
| 2006 | Anna-Lena Grönefeld Shahar Peer       | Maria Elena Camerin Gisela Dulko               | 6:1, 6:4          |
| 2007 | Sania Mirza Shahar Peer               | Wiktoryja Asaranka Anna Tschakwetadse          | 6:4, 7:65         |
| 2008 | Cara Black Liezel Huber               | Jelena Wesnina Wera Swonarjowa                 | 6:4, 6:3          |
| 2009 | Serena Williams Venus Williams        | Chan Yung-jan Monica Niculescu                 | 6:4, 6:1          |
| 2010 | Lindsay Davenport Liezel Huber        | Chan Yung-jan Zheng Jie                        | 7:5, 6:78, [10:8] |
| 2011 | Wiktoryja Asaranka Marija Kirilenko   | Liezel Huber Lisa Raymond                      | 6:1, 6:3          |
| 2012 | Marina Eraković Heather Watson        | Jarmila Gajdošová Vania King                   | 7:5, 7:67         |
| 2013 | Raquel Kops-Jones Abigail Spears      | Julia Görges Darija Jurak                      | 6:2, 7:64         |
| 2014 | Garbiñe Muguruza Carla Suárez Navarro | Paula Kania Kateřina Siniaková                 | 6:2, 4:6, [10:5]  |
| 2015 | Xu Yifan Zheng Saisai                 | Anabel Medina Garrigues Arantxa Parra Santonja | 6:1, 6:3          |
| 2016 | Raquel Atawo Abigail Spears           | Darija Jurak Anastasia Rodionova               | 6:3, 6:4          |
| 2017 | Abigail Spears Coco Vandeweghe        | Alizé Cornet Alicja Rosolska                   | 6:2, 6:3          |